# Represa Billings
Represa Billings (engelska: Billings Reservoir) är en reservoar i Brasilien.   Den ligger i delstaten São Paulo, i den sydöstra delen av landet, 900 km söder om huvudstaden Brasília. Represa Billings ligger 751 meter över havet. Arean är 99 kvadratkilometer. Den sträcker sig 21,2 kilometer i nord-sydlig riktning, och 26,8 kilometer i öst-västlig riktning.
I omgivningarna runt Represa Billings växer i huvudsak städsegrön lövskog. Runt Represa Billings är det ganska tätbefolkat, med 111 invånare per kvadratkilometer.